# De weg gaat verder eindeloos
De weg gaat verder eindeloos (Engels: The road goes ever on) is de beginregel van een wandelliedje door J.R.R. Tolkien.
Het is misschien wel het meest geciteerde gedicht uit In de Ban van de Ring. Het wordt vaak gebruikt als een metafoor voor een einde dat tevens een nieuw begin is.
In feite gaat het niet om één gedicht. Het origineel is volgens de verhaallijn van de hand van Bilbo Balings en door hem opgetekend in De Hobbit. In de trilogie In de Ban van de Ring verschijnt een aantal varianten.

## Tekst
| De weg gaat verder eindeloos Vanaf de deur waar hij begon. Ik moet hem volgen, rusteloos, Tot ver achter de horizon, Met rappe voeten tot hij aan Een grotere weg komt in 't verschiet, Kruispunt van komen en van gaan. En waarheen dan? Ik weet het niet. | The road goes ever on and on Down from the door where it began. Now far ahead the Road has gone, And I must follow if I can, Pursuing it with eager feet, Until it joins some larger way Where many paths and errands meet. And whither then? I cannot say. |